# Ken Sansom
Frank Kenneth "Ken" Sansom, född 2 april 1927 i Salt Lake City, Utah, USA, död 8 oktober 2012 i Holladay, Utah, USA, var en amerikansk skådespelare och röstskådespelare. Han var mest känd för att ha gjort rösten åt Kanin i Nalle Puh-filmerna från 1988 till 2010.
Han dog 2012 i stroke, vid 85 års ålder.